# Lovaina
|  | Per a altres significats, vegeu «Lovaina (Vitòria)». |

Lovaina (en neerlandès i oficialment: Leuven; en francès: Louvain; en alemany: Löwen) és una ciutat i municipi flamenc de la província del Brabant Flamenc, Bèlgica, situada a la confluència dels rius Dijle i Voer.

## Descripció
Està situada al bell mig d'aquesta província, de la qual és capital judicial i administrativa. Lovaina té una superfície de 5.663 ha i inclou aproximadament 100.000 habitants. Lovaina és la seu d'InBev (abans Artois, encara anomenada Interbrew), per la qual cosa se la considera la capital cervesera del país.
A més de Leuven, el terme municipal també inclou els següents nuclis de població des de l'1 de gener del 1977:
- Heverlee
- Kessel-Lo
- Wilsele
- Wijgmaal
- Korbeek-Lo
- Haasrode

## Lovanistes famosos
- Petrus Phalesius (1510-1573), empresari, editor musical, impressor.
- Petrus Phalesius el jove (1545-1629), empresari, editor musical, impressor.
- Antoine-Guillaume Ravets (1758-1827), compositor musical.
- Jules-Gabriel-Jean Nollée de Noduwez (1830-1921), literat i músic.
- Matthaeus Pipelare (1450-1515) fou un compositor de música sagrada.
- Arthur De Greef (1862-1940), pianista i compositor.
- Adriaan van Roomen (1561-1615), matemàtic.

## Universitats
Lovaina és coneguda com la seu de l'antiga Universitat catòlica de Lovaina (actualment, KU Leuven), la més antiga dels Països Baixos i considerada una de les millors de Bèlgica i d'Europa.
- Antiga Universitat de Lovaina
- Universitat catòlica de Lovaina
- KU Leuven
- UCLouvain